# Phyllotocus pelus
Phyllotocus pelus är en skalbaggsart som beskrevs av Britton 1957. Phyllotocus pelus ingår i släktet Phyllotocus och familjen Melolonthidae. Inga underarter finns listade i Catalogue of Life.